# Don Álvaro
Don Álvaro je španělské město situované v provincii Badajoz (autonomní společenství Extremadura).

## Poloha
Obec je vzdálena 10 km od Méridy 69 km od města Badajoz. Patří do okresu Tierra de Mérida - Vegas Bajas a soudního okresu Mérida. Nachází se zde barokní kostel zasvěcený Marii Magdaleně.

## Historie
V roce 1834 se obec stává součástí soudního okresu Mérida. V roce 1842 čítala obec 173 usedlostí a 592 obyvatel.

## Odkazy

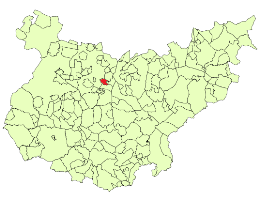
Poloha obce v provincii Badajoz

## Demografie
| Populace obce Don Álvaro z let (1842–2010) | Populace obce Don Álvaro z let (1842–2010) | Populace obce Don Álvaro z let (1842–2010) | Populace obce Don Álvaro z let (1842–2010) | Populace obce Don Álvaro z let (1842–2010) | Populace obce Don Álvaro z let (1842–2010) | Populace obce Don Álvaro z let (1842–2010) | Populace obce Don Álvaro z let (1842–2010) | Populace obce Don Álvaro z let (1842–2010) | Populace obce Don Álvaro z let (1842–2010) | Populace obce Don Álvaro z let (1842–2010) | Populace obce Don Álvaro z let (1842–2010) | Populace obce Don Álvaro z let (1842–2010) | Populace obce Don Álvaro z let (1842–2010) | Populace obce Don Álvaro z let (1842–2010) | Populace obce Don Álvaro z let (1842–2010) | Populace obce Don Álvaro z let (1842–2010) | Populace obce Don Álvaro z let (1842–2010) |
| ------------------------------------------ | ------------------------------------------ | ------------------------------------------ | ------------------------------------------ | ------------------------------------------ | ------------------------------------------ | ------------------------------------------ | ------------------------------------------ | ------------------------------------------ | ------------------------------------------ | ------------------------------------------ | ------------------------------------------ | ------------------------------------------ | ------------------------------------------ | ------------------------------------------ | ------------------------------------------ | ------------------------------------------ | ------------------------------------------ |
| 1842                                       | 1857                                       | 1860                                       | 1877                                       | 1887                                       | 1897                                       | 1900                                       | 1910                                       | 1920                                       | 1930                                       | 1940                                       | 1950                                       | 1960                                       | 1970                                       | 1981                                       | 1991                                       | 2001                                       | 2010                                       |
| 592                                        | 778                                        | 806                                        | 893                                        | 929                                        | 963                                        | 932                                        | 953                                        | 972                                        | 1 063                                      | 1 001                                      | 1 194                                      | 1 159                                      | 825                                        | 582                                        | 603                                        | 682                                        | 766                                        |